# Bahurukabeeru
Bahurukabeeru est une petite île inhabitée des Maldives. Elle semble avoir récemment disparu.

## Géographie
Bahurukabeeru est située dans le centre des Maldives, au Sud-Ouest de l'atoll Faadhippolhu, dans la subdivision de Lhaviyani. 